# Bilogorska narodna nošnja
Bilogorska narodna nošnja karakteristična je za bilogorski kraj - područje Bjelovara i okolice. 
U prvoj polovici 19. stoljeća, narodnu nošnju nosilo je oko 90 % stanovništva Hrvatske. Kasnije se broj postupno smanjivao, kako je moderna odjeća postajala sve dostupnija. Danas se narodna nošnja može naći u etnografskim zbirkama i kulturno-umjetničkim društvima.
Bilogorska narodna nošnja pripada Panonskom nekrojenom ruhu. Odjeća se nije krojila, nego se sastavljala šivanjem po rubu pola platna, koje se nabire i slaže. Osnovni materijali su biljna vlakna lana i konoplje. U hladnijem dijelu godine nose i krzneni ogrtači, kabanice i prsluci zobunci. Dječja narodna nošnja vrlo je slična odjeći odraslih. Predvladava bijela boja. Muškarci nose rubače i gaće (lanene hlače). Žene nose duge suknje do gležnja, oglavlja, rubače, fertune i oplećke. Djevojke nisu pokrivale kosu, koja je bila spletena u pletenice i spuštena niz leđa ili uvijena u punđu i slične oblike. Udane žene na glavi su imale poculice. Muškarci su nosili crne šešire, a zimi šubare od jareće ili janjeće kože. Bila je posebno radna odjeća i posebno svečana (svetašnja) odjeća za svetke i svečanosti, ali se razlikujusamo po nekim detaljima. 
Bilogorska narodna nošnja jedna je od najjednostavnijih i najasketskijih u cijeloj Hrvatskoj. Zbog stalne opasnosti od Turaka na području Vojne krajine, zbog čega su često izbivali muškarci, žene su morale obavljati teške fizičke poslove pa nisu imale vremena za izradu raskošne narodnje nošnje, nego su težile funkcionalnosti i jednostavnosti. 
Najstariji sačuvani primjer bilogorske narodnje nošnje, koji potječe iz 1880. godine iz Diklenice, čuva se u Gradskom muzeju u Bjelovaru u etnopostavu.